# کاتارینا پولینی
کاتارینا پولینی (ایتالیایی: Catarina Pollini؛ زادهٔ ۱۶ مارس ۱۹۶۶) بازیکن بسکتبال زن اهل ایتالیا بود.
وی در مسابقات کشوری و بین‌المللی در مجموع برندهٔ ۱ مدال نقره شده‌است.